# Sarbinowo (Swarzędz)
Sarbinowo ist ein Dorf in der Woiwodschaft Großpolen in Polen. Es gehört zur Gemeinde Swarzędz im Powiat Poznański und liegt auf einer Höhe von etwa 106 Metern über dem Meeresspiegel. Das Verwaltungszentrum der Gemeinde in der Stadt Swarzędz ist etwa zehn Kilometer und die Großstadt Posen etwa zwanzig Kilometer in westlicher Richtung von Sarbinowo entfernt. Haupteinnahmequelle des Dorfes ist die Landwirtschaft. Außerdem wird in die nächsten größeren Städte gependelt.

## Quelle
- Geographie Sarbinowo